# Astrocoeniidae
Famille
Astrocoeniidae est une famille de scléractiniaires (coraux durs).

## Description et caractéristiques
Les colonies ont de petites polypiérites, une columelle styliforme et des septes solides arrangés en 2 ou 3 cycles distincts. On les trouve notamment dans les crevasses, sous les surplombs et dans les pentes récifales brassées. 

## Liste desgenresde cettefamille
Selon World Register of Marine Species (21 avril 2014) :
- genre Astrocoenia Milne Edwards & Haime, 1848 †
- genre Madracis Milne Edwards & Haime, 1849 — 16 espèces
- genre Palauastrea Yabe & Sugiyama, 1941 — 1 espèce
- genre Stephanocoenia Milne Edwards & Haime, 1848 — 1 espèce
- genre Stylocoeniella Yabe & Sugiyama, 1935 — 4 espèces

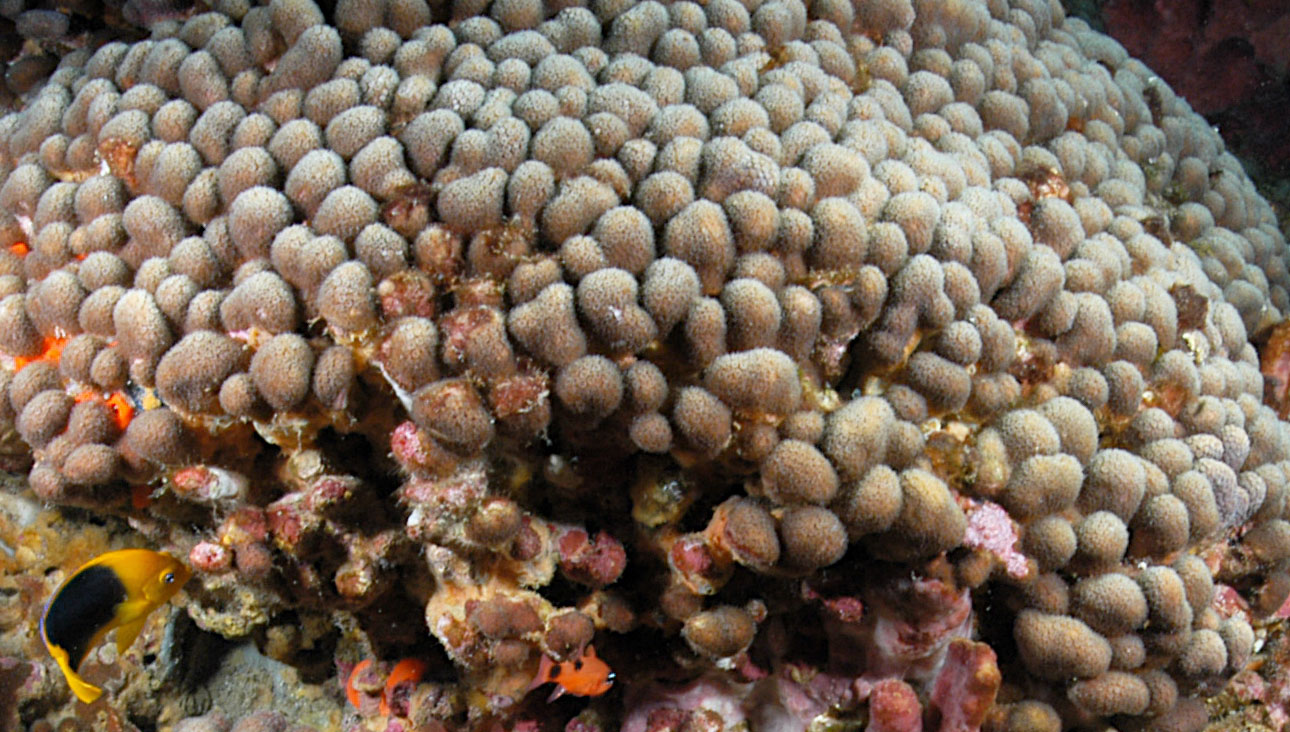
Madracis decactis
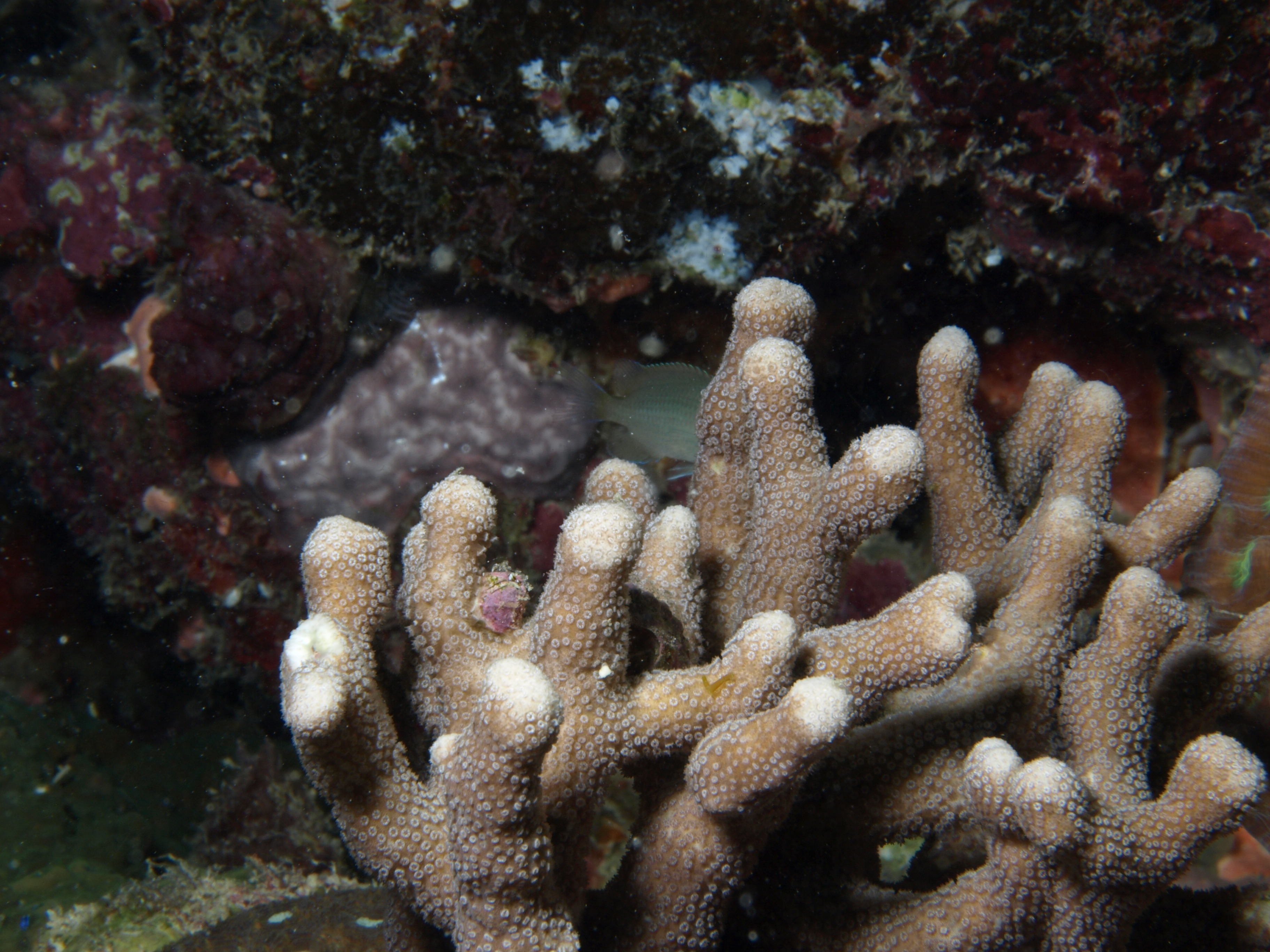
Palauastrea ramosa
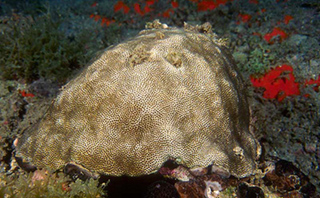
Stephanocoenia intersepta
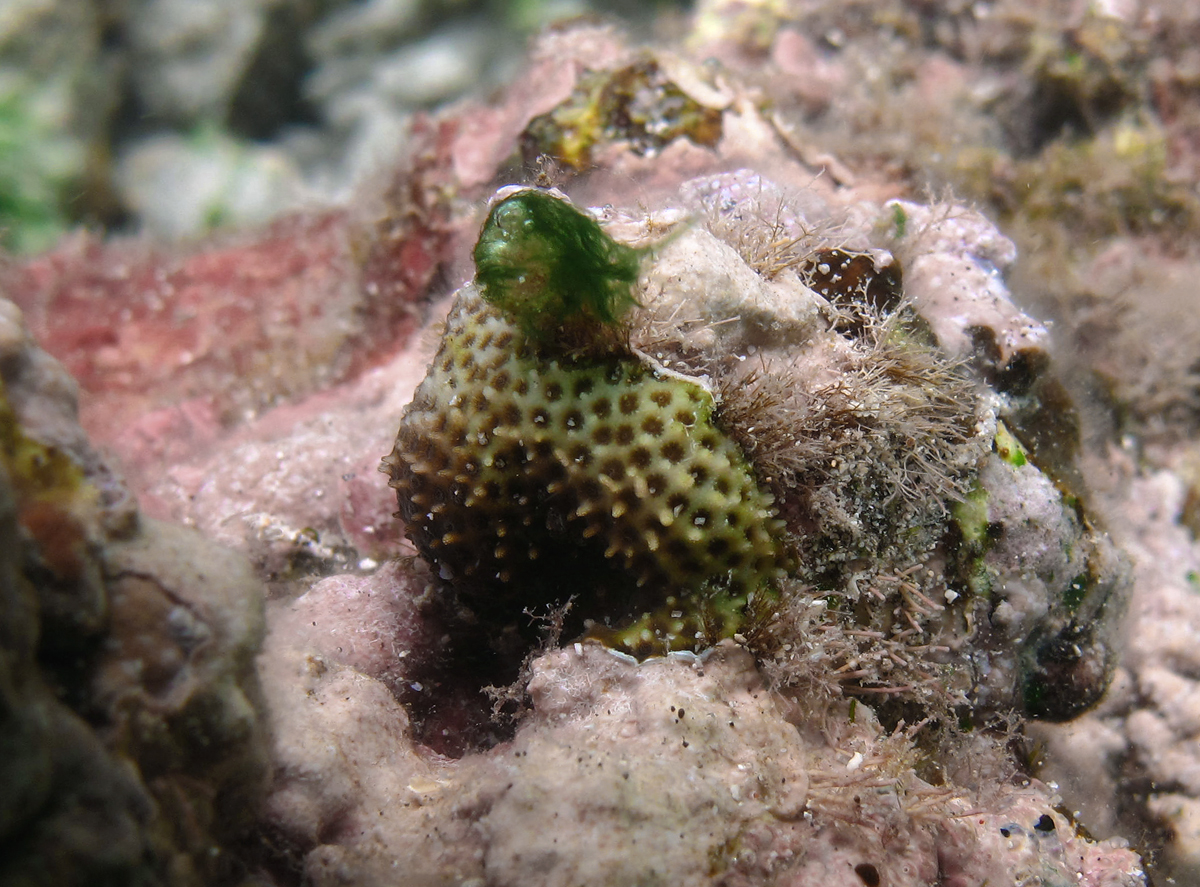
Stylocoeniella armata